# Ordem do Mérito Cultural (Coreia do Sul)
A Ordem do Mérito Cultural (Hangul: 문화훈장) é uma das ordens da Coreia do Sul. É premiado pelo Presidente da Coreia do Sul por "serviços meritórios de destaque nos campos da cultura e da arte, no interesse de promover a cultura e o desenvolvimento nacional".

## Classes
A Ordem do Mérito Cultural é conferida em cinco classes.
| Classe | Nome            | Barreta |
| ------ | --------------- | ------- |
| 1ª     | Geumgwan (금관) |         |
| 2ª     | Eungwan (은관)  |         |
| 3ª     | Bogwan (보관)   |         |
| 4ª     | Okgwan (옥관)   |         |
| 5ª     | Hwagwan (화관)  |         |

## Destinatários

### Geumgwan (Coroa de ouro), 1ª Classe
- Myung-whun Chung, 1996[3]
- Shin Sang-ok, 2006[4]
- Paik Nam-june, 2007[5]
- Yu Hyeon-mok, 2009[6]
- Park Wan-suh, 2011[7]
- Youn Yuh-jung, 2021[8]
- Song Hae, 2022 (póstumo)[9]
- Lee Jung-jae, 2022[10]
- Hwang Dong-hyuk, 2022[10]

### Eungwan (Coroa de prata), 2ª Classe
- Martina Deuchler, 1995[11]
- Lee Mi-ja, 2009[12]
- Kun-Woo Paik, 2010[13]
- Lee Soo-man, 2011[14]
- Shin Young-kyun, 2011[14]
- Ha Chun-hwa, 2011[14]
- Kim Ki-duk, 2012[15]
- Kim Soo-hyun, 2012[15]
- Cho Yong-pil, 2013[16]
- Gu Bong-seo, 2013[16]
- Ahn Sung-ki, 2013[16]
- Patti Kim, 2013[16]
- Park Jung-ran, 2014[17]
- Song Hae, 2014[17]
- Choi Bul-sam, 2014[17]
- Kim Gu-rim, 2017[18]
- Lee Soon-jae, 2018[19]
- Kim Min-ki, 2018[19]
- Bong Joon-ho, 2018[20]
- Kim Hye-ja, 2019[21]
- Yang Hee-eun, 2019[21]
- Ryul Je-dong, 2020[22]
- Go Doo-shim, 2020[23]
- Byun Hee-bong, 2020[23]
- Yoon Han-gi, 2020[23]
- Han Cheol-hee, 2021[24]
- Lee Jang-hee, 2021[8]
- Lee Choon-yeon, 2021[8]
- Park Chan-wook, 2022[25]
- Kang Soo-yeon, 2021[25]

### Bogwan (Coroa preciosa), 3ª Classe
- Hai-Kyung Suh, 1980[26]
- Yanagi Sōetsu, 1984[27]
- Park Chan-wook, 2004[28]
- Shin Goo, 2010[29]
- Go Eun-jung, 2010[29]
- Im Hee-chun, 2010[29]

- Shin Jung-hyeon, 2011[14]
- Oh Seung-ryong, 2011[14]
- Yoo Ho, 2011[14]
- Lee Ho-jae, 2011[30]
- Na Moon-hee, 2012[15]
- Song Chang-sik, 2012[15]
- Choi Eun-hee, 2014[17][31]
- Kim Su-il, 2014[17]
- Myung Kook-hwan, 2014[17]

- Kadir Topbaş, 2014[32]

- Kim Young-ok, 2018[33]
- Im Ha-ryong, 2020[23]
- Song Jae-ho, 2021[8]
- Park In-hwan, 2021[8]
- Noh Hee-gyeong, 2021[8]
- Song Kang-ho, 2022[25]
- Park Jin-sook, 2022[25]

- Huh Young-man, 2022[25]

### Okgwan (Coroa de jóias), 4ª Classe
- Kang Soo-yeon, 1987[34]
- Moon So-ri, 2002[35]
- Choi Min-sik, 2004[28] — Choi Min-sik o devolveu em 2006, em protesto contra as grandes reduções nas cotas de tela do cinema sul-coreano.[36]

- Lee Byung-hoon, 2006
- Jeon Do-yeon, 2007[37]

- Anthony Graham Teague, 2008[38]

- Psy, 2012[15]

- Lee Jung-jin, 2012[15]
- Jo Min-su, 2012[15]

- Song Kang-ho, 2019[20]

### Hwagwan (Coroa de flores), 5ª Classe
- Ji-young Kim, 1998[39]
- Bae Yong-joon, 2008[40]
- BTS, 2018[nota 1][42]: RM, Jin, Suga, J-Hope, Jimin, V, e Jungkook[41]

### Classe desconhecida
- Helen Kim, 1963[43]
- Samuel Martin, 1994[44]